# Liste der Sieger im Fahren beim CHIO Aachen
Die Liste der Sieger im Gespannfahren beim CHIO Aachen enthält alle Gewinner der kombinierten Einzelwertung und der Mannschaftswertung (Nationenpreis) des CAIO (Vierspänner) innerhalb des CHIO Aachen. Es werden ausschließlich Prüfungen für Vierspänner durchgeführt.
Im Jahr 2015 wurde in Aachen aufgrund der Europameisterschaften kein CHIO ausgetragen. Der deutsche CVIO wurde stattdessen in Riesenbeck ausgetragen, wo traditionell das Deutsche Fahrderby und seit 2010 das Deutsche Zweispänner-Nationenpreisturnier stattfinden.
| Jahr                                                                                       | Sieger Einzel                                                           | Sieger Nationenpreis                                          |
| 2023                                                                                       | Boyd Exell mit Celcviro, Checkmate, Hero, Ivor und Mad Max 81           | Niederlande (Bram Chardon, IJsbrand Chardon, Koos de Ronde)   |
| 2022                                                                                       | Boyd Exell mit Carlos, Celviro, Checkmate, Hero und Ivor                | Niederlande (Bram Chardon, IJsbrand Chardon, Koos de Ronde)   |
| 2021                                                                                       | IJsbrand Chardon mit Balero, Eddy, Enrico, Generaal und Hugo van Hapert | Niederlande (Bram Chardon, IJsbrand Chardon, Koos de Ronde)   |
| 2020                                                                                       | kein CAIO in Aachen ausgetragen (COVID-19-Pandemie)                     | kein CAIO in Aachen ausgetragen (COVID-19-Pandemie)           |
| 2019                                                                                       | Boyd Exell mit Carlos, Celviro, Checkmate, Daphne und Ivor              | Niederlande (Bram Chardon, IJsbrand Chardon, Koos de Ronde)   |
| 2018                                                                                       | IJsbrand Chardon mit Baldun, Balero, Eddy, Senator und Zion             | Niederlande (Bram Chardon, IJsbrand Chardon, Koos de Ronde)   |
| 2017                                                                                       | Boyd Exell mit Carlos, Celviro, Daphne, Rambo und Zindgraaf             | Niederlande (IJsbrand Chardon, Koos de Ronde, Theo Timmerman) |
| 2016                                                                                       | Boyd Exell                                                              | Niederlande (IJsbrand Chardon, Koos de Ronde, Theo Timmerman) |
| 2015                                                                                       | kein CAIO in Aachen ausgetragen                                         | kein CAIO in Aachen ausgetragen                               |
| 2014                                                                                       | Chester Weber                                                           | Niederlande (IJsbrand Chardon, Koos de Ronde, Theo Timmerman) |
| 2013                                                                                       | Boyd Exell                                                              | Niederlande (IJsbrand Chardon, Koos de Ronde, Theo Timmerman) |
| 2012                                                                                       | Boyd Exell                                                              | Niederlande (IJsbrand Chardon, Koos de Ronde, Theo Timmerman) |
| 2011                                                                                       | Boyd Exell                                                              | Niederlande (IJsbrand Chardon, Koos de Ronde, Theo Timmerman) |
| 2010                                                                                       | Boyd Exell                                                              | Niederlande (IJsbrand Chardon, Koos de Ronde, Theo Timmerman) |
| 2009                                                                                       | Boyd Exell                                                              | Niederlande                                                   |
| 2008                                                                                       | IJsbrand Chardon                                                        | Niederlande                                                   |
| 2007                                                                                       | IJsbrand Chardon                                                        | Niederlande                                                   |
| 2006                                                                                       | IJsbrand Chardon                                                        | Belgien                                                       |
| 2005                                                                                       | Werner Ulrich                                                           | Deutschland                                                   |
| 2004                                                                                       | Michael Freund                                                          | Ungarn                                                        |
| 2003                                                                                       | Boyd Exell                                                              | Belgien                                                       |
| 2002                                                                                       | Michael Freund                                                          | Deutschland                                                   |
| 2001                                                                                       | IJsbrand Chardon                                                        | Deutschland                                                   |
| 2000                                                                                       | Tomas Ericsson                                                          | Deutschland                                                   |
| 1999                                                                                       | Tomas Ericsson                                                          | Schweden                                                      |
| 1998                                                                                       | Michael Freund                                                          | Niederlande                                                   |
| 1997                                                                                       | IJsbrand Chardon                                                        | Niederlande                                                   |
| 1996                                                                                       | IJsbrand Chardon                                                        | Niederlande                                                   |
| 1995                                                                                       | IJsbrand Chardon                                                        | Deutschland                                                   |
| 1994                                                                                       | Michael Freund                                                          | Deutschland                                                   |
| 1993                                                                                       | IJsbrand Chardon                                                        | Deutschland                                                   |
| 1992                                                                                       | Tomas Ericsson                                                          | Deutschland                                                   |
| 1991                                                                                       | Tomas Ericsson                                                          | Schweden                                                      |
| 1990                                                                                       | Aad Aarts                                                               | Niederlande                                                   |
| 1989                                                                                       | IJsbrand Chardon                                                        | Schweden                                                      |
| 1988                                                                                       | IJsbrand Chardon                                                        | BRD                                                           |
| 1987                                                                                       | IJsbrand Chardon                                                        | Niederlande                                                   |
| 1986 wurden statt des CHIO die Weltmeisterschaften der Springreiter in Aachen durchgeführt |                                                                         |                                                               |
| 1985                                                                                       | Zygmunt Waliszewski                                                     | Polen                                                         |
| 1984                                                                                       | Tjeerd Velstra                                                          | BRD                                                           |
| 1983                                                                                       | Tjeerd Velstra                                                          | BRD                                                           |
| 1982                                                                                       | Bernhard Duen                                                           | -                                                             |
| 1981                                                                                       | Bernhard Duen                                                           | -                                                             |
| 1980                                                                                       | Sandor Fülöp                                                            | -                                                             |
| 1979                                                                                       | Zygmunt Waliszewski                                                     | -                                                             |
| 1978                                                                                       | Ulrich Lehmann                                                          | -                                                             |
| 1977                                                                                       | Zygmunt Waliszewski                                                     | -                                                             |
| 1976                                                                                       | Fred Freund                                                             | -                                                             |
| 1975                                                                                       | György Bardos                                                           | -                                                             |
| 1974                                                                                       | György Bardos                                                           | -                                                             |
| 1973                                                                                       | Imre Abonyi                                                             | -                                                             |
| 1972                                                                                       | Franz Lage                                                              | -                                                             |
| 1971                                                                                       | Auguste Dubey                                                           | -                                                             |
| 1970                                                                                       | Fritz Rothacher                                                         | -                                                             |
| 1969                                                                                       | Fritz Rothacher                                                         | -                                                             |
| 1968                                                                                       | Auguste Dubey                                                           | -                                                             |
| 1967                                                                                       | Auguste Dubey                                                           | -                                                             |
| 1966                                                                                       | Walter Sirrenberg                                                       | -                                                             |
| 1965                                                                                       | Rolf Neelsen                                                            | -                                                             |
| 1964                                                                                       | Bernhard Duen                                                           | -                                                             |
| 1963                                                                                       | Walter Sirrenberg                                                       | -                                                             |
| 1962                                                                                       | Richard Eggers                                                          | -                                                             |
| 1961                                                                                       | Richard Eggers                                                          | -                                                             |
| 1960                                                                                       | Ludwig Kathmann                                                         | -                                                             |
| 1959                                                                                       | Franz Lage                                                              | -                                                             |
| 1958                                                                                       | Klaus Balschukat                                                        | -                                                             |
| 1957                                                                                       | Walter Sirrenberg                                                       | -                                                             |
| 1956                                                                                       | Klaus Balschukat                                                        | -                                                             |